# Dyspessa aculeata
Dyspessa aculeata is een vlinder uit de familie houtboorders (Cossidae). De wetenschappelijke naam is voor het eerst geldig gepubliceerd in 1909 door Turati.
De soort komt voor in Europa.